# Белл, Артур
Артур Белл (англ. Arthur Bell; 13 января 1590, Темпл Брутон, неподалёку от Вустера, Вустершир, Англия — 11 декабря 1643, Лондон, Англия) — английский францисканский мученик. Казнён в Тайберне во время Английской революции сторонниками парламента по приговору суда как католический священник. Блаженный Римско-католической церкви.

## Детство
Артур Белл родился недалеко от Вустера в имении Темпл Брутон (англ. Temple-Broughton) 13 января 1590 года в семье Вильгельма и Дороти Белл. Семья Белл была дворянским родом Англии, который и после религиозной реформы Генриха VIII тайно продолжал практиковать католичество. Порвав связи с Католической Церковью король Генрих VIII отрёкся от католицизма и запретил его по всему королевству. Новой верой Англии стало англиканство – протестантское ответвление христианства. Новая конфессия стала обязательной для всех англичан. Те, кто не подчинялся принуждению, подвергались гонению и зверским казням. Наступила «кровавая эпоха» для британских католиков.
Кроме Артура в семье Белл было еще двое детей: сын Вильгельм и дочь Маргарита. Отец Артура был преподавателем Оксфордского университета. После смерти отца восьмилетний Артур переезжает в Суффолк к дяде Франциску, который покровительствует ему до 24-го года жизни. В 1615 году Артур поступает в английский Коллегиум св. Омера.

### Жизнь священника
Артур, укреплённый примером мучеников Англии, жаждет тайно стать католическим священником. Он изучает теологию в Испании, вначале в Вальядолиде, а позже переезжает в Саламанку. Таинство священства получил 14 апреля 1618 года в Саламанке. В Испании Артур узнал об Ордене Братьев Меньших Францисканцев (бернардинцы), жизнь и духовность которых очень понравились молодому епархиальному священнику. 9 августа 1618 года принимает облачение св. Франциска в монастыре Сеговии и получает второе (монашеское) имя — Франциск.
В Ордене вместе с Иоанном Геннингсом Артур занимался делом возрождения францисканской провинции в Дуэ. В 1623 году Артура переводят в Брюсселе, где он служит исповедником в женских монастырях, а также занимается духовно-просветительской деятельностью. Переводит духовные книги и биографии святых с испанского языка на английский. Начинает преподавать древние языки для католических студентов. В 1632 году монашеские власти назначают его провинциалом шотландской провинции Братьев Меньших, структуры, которую нужно было заново восстановить. К сожалению, Артур не смог реализовать свои намерения относительно Шотландии.
В 1634 году отец Артур принял должность настоятеля лондонского монастыря, существовавшего подпольно, где служит девять лет, до самой смерти. Гонения на католиков не позволяют исповедовать католицизм в Англии, поэтому приходится неустанно скрываться и жить в постоянной опасности смерти.
Папа римский Урбан VIII делает Артура членом комиссии по делам беатификации английских мучеников. Ему нужно было собирать сведения и свидетельства о мученичестве католиков-британцев.

## Мученическая кончина
6 ноября 1643 года Артур был задержан в Стивенидже. В его дорожном сундуке нашли религиозные предметы и францисканский пояс с тремя узлами, который монахи обычно носили поверх одеяния на бедрах. Также солдаты нашли переписку Артура с испанским послом (Испания в те времена была покровительницей католиков Британии), в которой было чётко написано, что он католический священник. Этого было достаточно, чтобы схватить монаха. За принадлежность к католическому духовенству в Англии был только один приговор — смерть.
Некоторое время его держали как узника в Стивенидже, а после перевезли в тюрьму в Хартфордшире. День казни был назначен на 11 декабря 1643 года. Святого в позорном мешке везли по Лондону в направлении Тайберна, места экзекуции. Когда телега доехала до «тайбернского дерева» (деревянная балочная конструкция, которая представляла собой большую призму с треугольником в основании и на котором вешали осуждённых), Артур, восходя на виселицу, сказал собравшимся свою последнюю речь, призывая к обращению и прощая своих убийц. Находясь под большим впечатлением от смелости и веры Артура, протестантский пастор Тауэрс, который присутствовал при казни и имел цель принять отказ Артура от католической веры, сам публично исповедал её и присоединился к Артуру на пьедестале виселицы.
Католических священников в те времена вешали, но не давали, чтобы они умерли в петле. В определенный момент, пока тело было ещё живо, приговорённого снимали с виселицы и палач ножом вырезал сердце. После сердце бросали в огонь, чтобы показать, что католические священники идут, по мысли протестантов, в ад. Продолжая жуткую процедуру на глазах людей, палачи рассекали тела священников на куски, а позже вывешивали на копьях у ворот тюрьмы. Первыми отрубали головы священникам, вознося их высоко в гору. Все это вытерпел мученик Артур и обращённый примером блаженного протестантский пастор.

## Мощи
Узнав о мученической смерти отца Белла, королева Англии Генриетта Мария Французская, жена Карла I, который подписал приговор, позаботилась о том, чтобы останки монаха спрятали. Королева, которая была католичкой и дочерью французского короля Генриха IV, много слышала о проповеднике Артуре и пожелала сохранить его тело. Сегодня часть мощей бл. Артура Белла покоится в часовне церкви Богоматери Утешительницы в небольшой местности Вест Гринстед в графстве Западный Суссекс (West Sussex).
Беатифицировал Артура Белла Папа Иоанн Павел II 22 ноября 1987 года наряду с 85 мучениками за веру Англии, Шотландии и Уэльса. Его литургический день памяти приходится на 11 декабря.